# Kijaszovo
Kijaszovo (oroszul: Киясово) falu Oroszországban, Udmurtföldön, a Kijaszovói járás székhelye.
Lakossága: 3207 fő (a 2010. évi népszámláláskor).
Udmurtföld déli részén, Izsevszktől 65 km-re délre, a Kijaszovka folyó partján terül el. A legközelebbi város az 50 km-re lévő Szarapul, a legközelebbi vasútállomás Kecsevo (23 km).
1710-ben alapították. 1926-ban járási székhely lett az Uráli terület Szarapuli körzetében, később a Kirovi területen. 1937-ben került át az Udmurt ASZSZK-hoz.  
P. A. Krivonogov festőművésznek, a falu szülöttének múzeumát 1997-ben nyitották meg.